# Phryganodes antongilensis
Phryganodes antongilensis is een vlinder uit de familie grasmotten (Crambidae). De wetenschappelijke naam van deze soort is voor het eerst gepubliceerd in 1900 door Paul Mabille.
De soort komt voor in Madagaskar.